# 鶯嬢 (宮村優子のアルバム)
『鶯嬢』（うぐいすじょう）は、宮村優子の7枚目のアルバムである。1999年5月21日、ビクターエンタテインメントより発売。

## 収録曲
1. 女のGo!
  - 作詞：みやむらゆうこ、作曲：ビゼー、編曲：長谷部徹
2. 〜ed (受動態)
  - 作詞：大槻ケンヂ、作曲・編曲：高浪敬太郎
3. 女性的な、あまりに女性的な
  - 作詞：戸川純、作曲・編曲：戸田誠司
  - 歌詞の「人類がその血を…」の部分は、作詞した戸川いわく母性を歌っている[1]。
4. 〜ed (受動態) Remix：恥の上塗りVersion
5. 女性的な、あまりに女性的な Remix：女性は基本的にカオス状態Version
6. 女のGo! Original Karaoke